# 緋䲗
绯䲗（学名：Callionymus beniteguri）为䲗科䲗屬的鱼类，俗名本氏鼠衔鱼、小箭头鱼。分布于朝鲜、日本，包括台湾海峡、东海、黄渤海等海域，屬于近海底层鱼类。该物种的模式产地在东京。